# Albrecht Ludwig Friedrich Meister
Albrecht Ludwig Friedrich Meister (auch Albert Meister; * 14. Mai 1724 in Weikersheim; † 18. Dezember 1788 in Göttingen) war ein deutscher Mathematiker, Physiker und Hochschullehrer.

## Leben
Meister war Sohn des hohenlohischen Konsistorialrats und Hofpredigers Christoph Andreas Meister (1671–1728). Seine frühe Ausbildung ist nicht bekannt. Er nahm 1743 an der Universität Göttingen sein Studium auf, wechselte für die Jahre 1747 und 1748 an die Universität Leipzig, wobei sein Interesse der Mathematik und Physik galt. Anschließend kehrte er nach Göttingen zurück. Dort wirkte er über mehrere Jahre als Hofmeister. Er wurde 1753 in Göttingen zum Magister der Philosophie graduiert. Im selben Jahr verteidigte er die Arbeit Instrumentum scenographicum, über ein von ihm selbst erfundenes Instrument für perspektivische Zeichnungen. 1765 sendete ihn die Regierung in Hannover auf eine Studienreise nach Frankreich, um dort an den dortigen Kriegsschulen für eine mögliche Errichtung einer solchen in Göttingen zu recherchieren.
Meister erhielt an der Göttinger Universität zunächst 1764 eine Stelle als außerordentlicher Professor, 1770 schließlich eine solche als ordentlicher Professor an der Philosophischen Fakultät. In seiner Lehre und Forschung widmete er sich insbesondere der Geometrie, Baukunst und Perspektive, wobei er Schwerpunkte in der Feldmesskunst, in der darstellenden Geometrie und in der Verwendung optischer und mathematischer Instrumente setzte. Daneben behandelte er auch Fragen der Geologie, zum Beispiel zum Vulkanismus. Von 1770 bis 1787 war er außerdem Rezensent für die Göttingischen Gelehrten Anzeigen.
Meister wurde 1765 außerordentliches und 1776 ordentliches Mitglied der Akademie der Wissenschaften zu Göttingen. Außerdem wurde er 1784 zum Hofrat ernannt.
Der Rechtswissenschaftler Christian Friedrich Georg Meister war sein Bruder, die Rechtswissenschaftler Johann Christian Friedrich Meister und Georg Jacob Friedrich Meister seine Neffen.

## Werke (Auswahl)
- Generalia de genesi figurarum planarum et inde pendentibus earum affectationibus
- De Torcvlario Catonis Vasis Qvadrinis Libellvs Ad Locvm Difficillimvm De Re Rvstica Capp. XVIII. XVIIII. XX. XXI. XXII. Illvstrandvm, Bossigel, Göttingen 1764.
- Errorum, qui a situ instrumenti non librato angulorum mensuram ingrediuntur, Bossiegl, Göttingen 1764.
- Commentatio De Catapulta Polybola Locum Philonis Mechanici In Libro IV. De Telorum Constructione Obvium Illustrans, Bossiegel, Göttingen 1768.
- Herrn Professor Meisters Abhandlung über die Pyramiden, Hermann, Frankfurt am Main 1781.